# 傑瑞·桑德斯
杰瑞·桑德斯（Walter Jeremiah Jerry Sanders, 1936年12月12日—）是一位美国企业家。他是超微半導體（AMD）创辦人，曾長期擔任AMD的執行長。
桑德斯早年居住於在芝加哥南部，並且是由祖父母扶養長大。他少年时代曾被街頭無賴袭击，险些丧命，但最终生还。他于1958年在企业的奖学金资助下从香槟大學（UIUC）毕业，获得工学学士学位。後來在1969年5月1日成立超微半導體（AMD），現今已經是美國科技業的企業體。於2002年退休，現今養育四名子女。